# Lada Niva/VAZ-2121
El Lada Niva/VAZ-2121 (del ruso: Лада Нива)/en ruso: ВАЗ-2121 es un automóvil todoterreno del fabricante ruso AvtoVAZ y que es vendido en Europa y occidente bajo la marca Lada, cuya producción comenzó el año 1977 y continúa en la actualidad.
Posee una carrocería monocasco tres puertas, motor delantero y tracción a las cuatro ruedas permanente. Utiliza bastidor y transmisiones desarrolladas por Lada, mientras que las mecánicas son de origen Fiat. Cuenta con bloqueo manual del diferencial central. Sus prestaciones mecánicas, su barato mantenimiento y su robustez extrema han hecho que este modelo perdure desde hace casi cuatro décadas con pocas modificaciones. Varias fuentes lo consideran como uno de los mejores vehículos producidos en la antigua URSS, hoy Rusia, y es un modelo muy apetecido por los amantes del trabajo en condiciones poco favorables para otros vehículos. Prácticamente se encuentra en cualquier país del mundo. Algunos le llaman "El Tanque ruso", por su rudeza, simplicidad en su diseño y sus herrajes fuertes y sólidos. Ha sido comparado también con el Range Rover por su configuración de tracción integral y utilizar también suspensión de resortes helicoidales en lugar de hojas de ballesta. En algunos países de habla hispana, por este motivo, ha sido cariñosamente apodado "El Range Rover del Pueblo".
Compite con otros modelos similares, como el GAZ-69, el UAZ-452D y el UAZ-469, vehículos que forman parte de la cultura agraria rusa y arsenales militares de las antiguas naciones de la Unión Soviética. Es usual verlo competir en escenarios off road y verlo poner en apuros a modelos técnicamente superiores, como los Land Rover, Toyota y Jeep. Su capacidad de arrastre de carga y remolque son similares a los de un camión pequeño, teniendo en cuenta su cilindrada de 1600 c.c. y su tamaño comparado con otros automóviles más grandes.

## Historia de Lada

### Colaboración con Fiat
- La historia de la marca Lada se remonta a 1966, cuando el Estado soviético decidió crear una nueva fábrica de automóviles para paliar la carencia de vehículos en manos de particulares y dinamizar así el transporte de personas y mercancías al menor.

- Ante la falta de experiencia en este campo, y sobre todo, los recursos temporales y económicos que tamaña aventura implicaban, se firmó un contrato con la italiana Fiat, quien recibió el encargo de construir las fábricas, poner la maquinaria y también empezar a producir coches, siendo el elegido el celebérrimo Fiat 124 (del que Lada compró la licencia de fabricación), con la tarea de fabricar casi 700.000 coches.

### Togliatti
- Para ello se creó la ciudad de Togliatti, cuyo nombre viene dado en honor al secretario general del Partido Comunista Italiano de la época, Palmiro Togliatti, quien sin duda tuvo mucho que ver en que las negociaciones entre la URSS y Fiat llegasen a buen puerto. Dicha ciudad es hoy un gran centro industrial y administrativo de la región de Samara, en el Volga Oriental.

## Historia del Niva

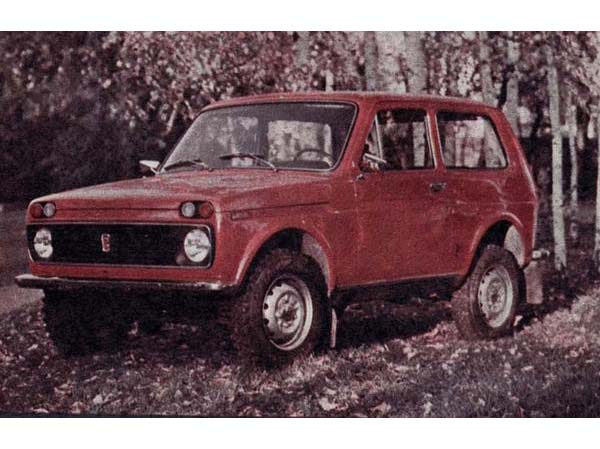
Prototipo de Niva año 1974, obsérvense los faros de posición e intermitentes redondos y sobre todo, las endebles defensas provenientes de turismo.

### El rural busca su coche
- La Unión Soviética era el país más extenso del planeta, con gran variedad de climas. En las ciudades, los Lada derivados del FIAT 124 daban un buen servicio a sus usuarios, pero en zonas rurales o de difícil acceso éste vehículo era claramente insuficiente.

### Un 4x4 económico y robusto
- En 1970, el Estado soviético contactó con AutoVAZ para ordenar el diseño y fabricación de un nuevo vehículo 4x4 económico y robusto pensado en el uso diario para agricultores. Entre uno y dos años después, AutoVAZ diseñó unos primeros prototipos muy similares a los UAZ militares, si bien los diseños no convencieron y en 1973 se iniciaron los trabajos sobre la conocida carrocería autoportante del Niva. Un año después vieron la luz los primeros prototipos casi definitivos, con el archiconocido motor 1600 FIAT y una potencia que superaba los 70 CV.

- Ya en 1976 se comenzó la fabricación en serie del modelo, con una producción anual cercana a los 100.000 Nivas. Nacía así el Lada Niva o VAZ/BA3 2121.

- En previsión a las durísimas condiciones climáticas de algunas regiones rusas y ante la imposibilidad de usar el motor eléctrico de arranque a temperaturas de hasta -40 °C, el equipamiento de serie del NIVA incluye una manivela para arrancar el motor. Ésta, se introduce por un orificio en la parte delantera actuando así directamente sobre el cigüeñal al estilo de los automóviles de principios del siglo XX. La mayoría de modelos Lada (2101, 2103, 2104, 2105, 2106 y 2107) cuentan con la manivela de serie, inclusive los exportados a otros países del mundo.

## Características técnicas del Niva

### Chasis y suspensiones
- La aparición del Niva en 1976 supuso una completa revolución. Acostumbrados hasta el momento a todo terrenos clásicos con chasis formados por largueros y travesaños, Lada sorprendió con un chasis monocasco, carrocería autoportante de tres puertas y suspensión a muelles en lugar de ballestas, con un esquema independiente en el eje delantero y un eje rígido detrás, que garantiza la perpendicularidad de las ruedas traseras al suelo y el paralelismo entre ambas. Es por eso que rara vez un Niva se vuelque girando en curvas a alta velocidad, teniendo en cuenta que su dirección es mecánica. Su altura al suelo es perfecta para vadear ríos, caminos muy pantanosos, nieve, arena y grava.

Con todo, algunos propietarios/as del Niva logran aumentar el ángulo de ataque del vehículo con muelles mucho más largos que los originales, sobre todo para utilizar el coche en terrenos muy escabrosos y para pasar por encima de grandes rocas.

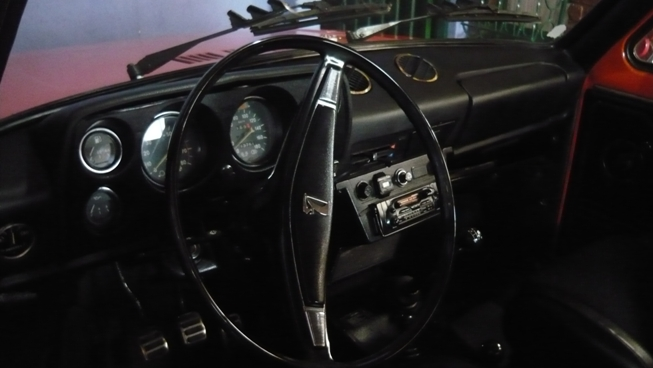
Lada 2121 modelo 1980 exportado a Colombia, volante y relojes origen Fiat.

### Habitáculo
- Según al país al que vayan dirigidos, los Niva pueden tener homologación de cuatro o cinco plazas sin variar la configuración. La plaza en discordia corresponde al asiento trasero. No obstante, cinco personas viajarán cómodas en el Niva, sobre todo si una de las tres que viaje detrás no es muy corpulenta. La anchura es buena, al igual que la altura (similar a la de un monovolumen medio actual).

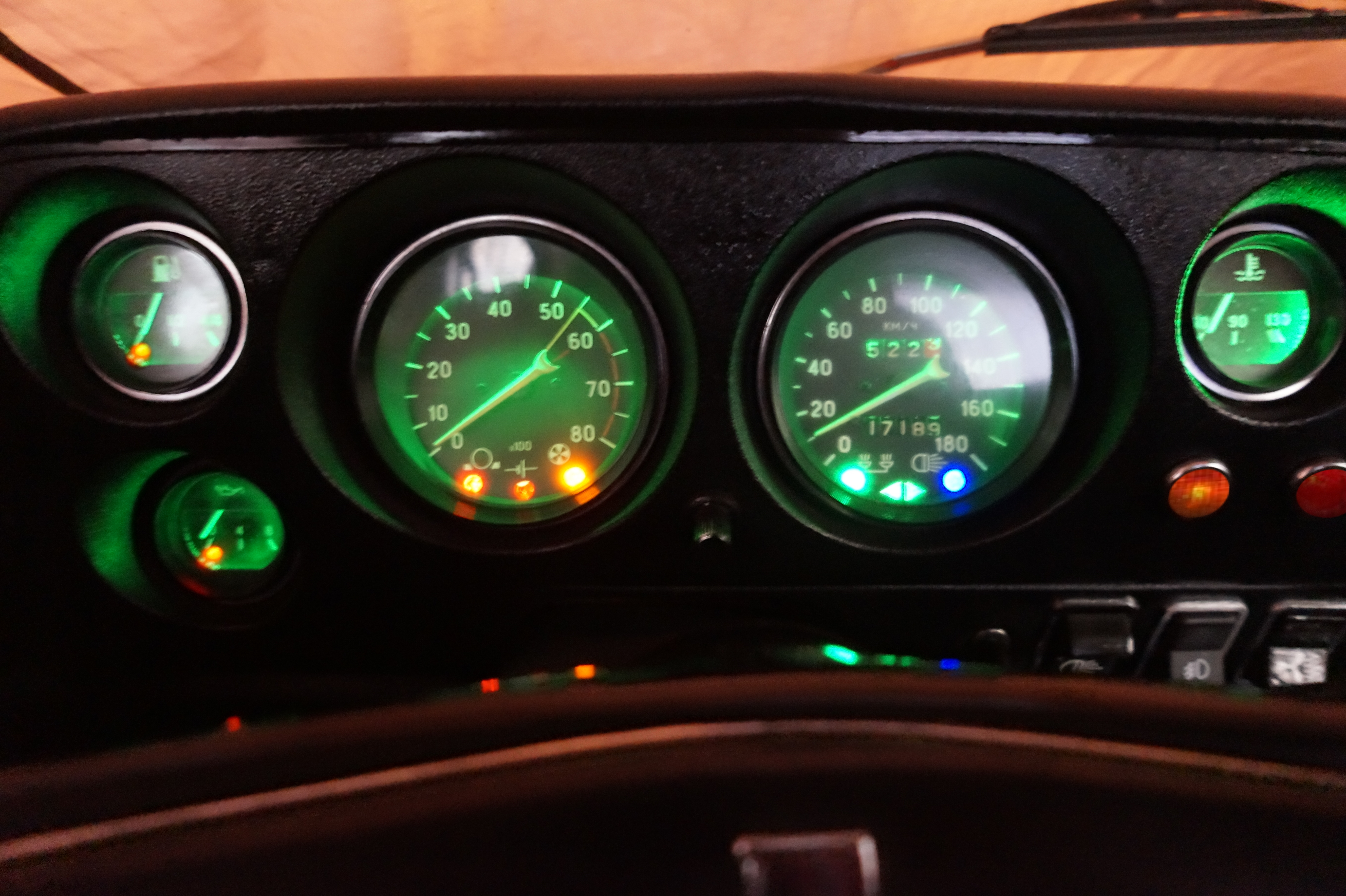
Todos sus indicadores iluminados: panel del Niva 1600 o lada 2121: Primer reloj arriba luz anaranjada: combustible bajo, segundo reloj abajo: Luz roja indicadora de baja presión de aceite. En el tacómetro: Luz izquierda roja: indica del freno de mano puesto, luz central roja: regulador de Batería y acumuladores, luz derecha amarilla: indicadora choke del carburador puesto. En el Velocímetro: luz verde derecha: luces bajas, luz izquierda azul: Luces altas, Indicadores externos costado derecho: Luz amarilla Bloqueo de diferencial central, Luz Roja: Bajo nivel de líquido de frenos.

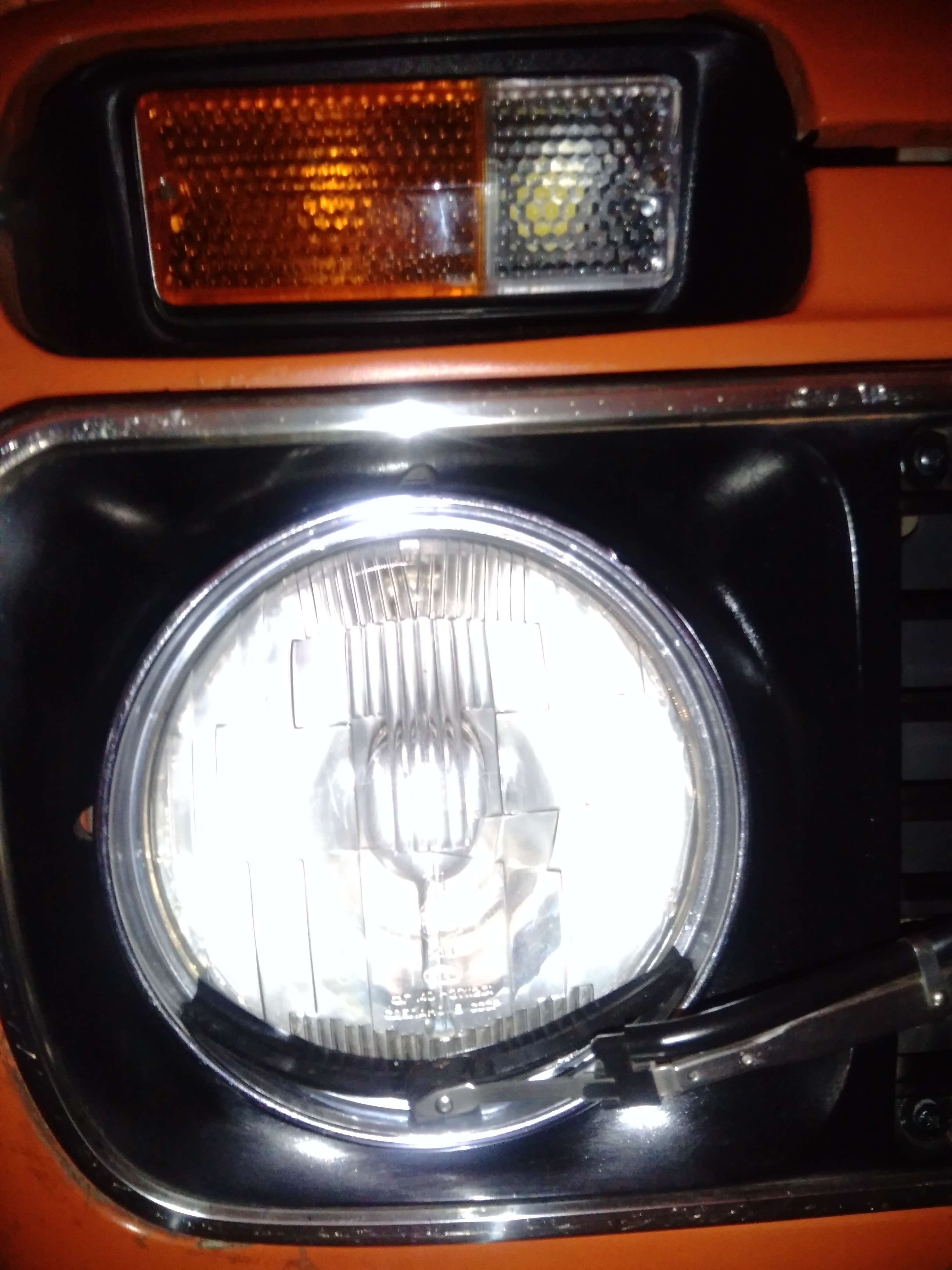
Sistema de Limpia y lavafaros

- Todos sus indicadores iluminados: panel del Niva 1600 o lada 2121:  Primer reloj arriba luz anaranjada: combustible bajo, segundo reloj abajo: Luz roja indicadora de baja presión de aceite. En el tacómetro: Luz izquierda roja: indica del freno de mano puesto, luz central roja: regulador de Batería y acumuladores, luz derecha amarilla: indicadora choke del carburador puesto. En el Velocímetro: luz verde derecha:  luces bajas, luz izquierda azul: Luces altas, Indicadores externos costado derecho: Luz amarilla Bloqueo de diferencial central, Luz Roja: Bajo nivel de líquido de frenos.No hay más separación entre habitáculo y el maletero que el respaldo del asiento trasero, que se puede abatir e incluso retirar del habitáculo, dejando una zona de carga totalmente diáfana. Algunos conductores quitan la rueda de repuesto alojada bajo el capó y la colocan en la zona de carga con un pequeño seguro, o simplemente la acuestan en ella.Sistema de Limpia y lavafaros Su panel de instrumentos posee velocímetro, cuentarrevoluciones, manómetro de presión de aceite e indicador de temperatura de refrigerante. En el salpicadero dispone de  una guantera que se abre de manera invertida (hacia arriba, tirando de una pestaña), un pequeño cenicero y encendedor de cigarrillos. La cubierta de la caja de transmisión es bastante grande, suficiente para albergar las tres palancas (palanca de cambios, bloqueo de diferencial y la selectora de marchas cortas o largas).

Existe un pequeño letrero de instrucciones para el manejo de la transmisión. Muchos modelos exportados a otros países tienen el letrero en idioma ruso, con alfabeto cirílico. Algunos aficionados valoran de forma especial los Niva que poseen de fábrica su radiocasete original, llegando a veces a aumentar su precio de venta. Sus botones y controles son sencillos, simples y de fácil lectura.
- Es el único modelo ruso de automóvil todoterreno con materiales de plástico en el panel de instrumentos, la mayoría de vehículos similares, como el GAZ o el UAZ poseen sus medidores empotrados en el metal, conforme su planteamiento industrial y su orientación militar.

- En los modelos aparecidos desde 2005 el asiento trasero puede abatirse en proporción 50 / 50, y como accesorio opcional, puede adquirirse un asiento abatible 60 / 40.

### Mecánica
- En su configuración básica el Niva tenía un motor alimentado por carburación de 1.6 litros de cilindrada y cuatro cilindros, que rendía 54 kW (75 CV) y 126 N·m,  una transmisión manual de cuatro o cinco marchas y tracción integral permanente en las cuatro ruedas.

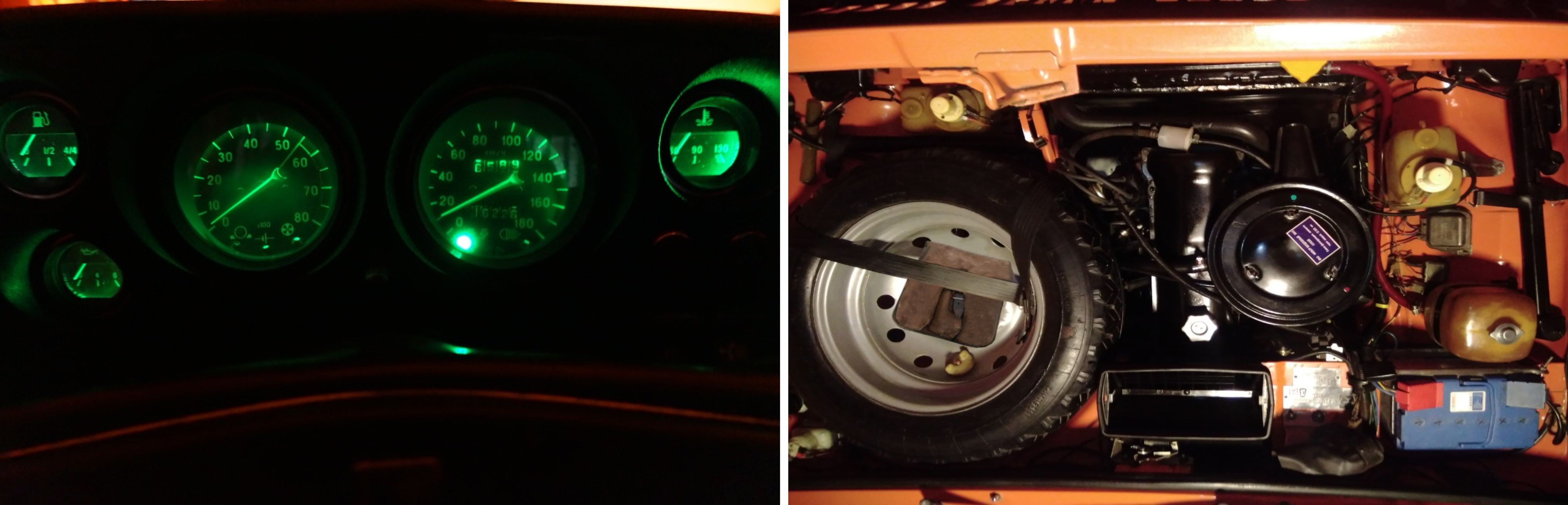
Lada 2121 Panel de Instrumentos desde 1977 a 1994, contaba con: Velocímetro, Tacómetro, manómetro de presión de aceite, indicador de temperatura de refrigerante. y depósito de combustible. Su Motor 1600 longitudinal, alojamiento de la rueda repuesto y su maleta con kit de herramientas, lámpara de emergencia, gato y bomba de inflado

El sistema de tracción empleaba 3 diferenciales distintos (central, frontal y posterior), similar a la transmisión manual del Toyota FJ Cruiser. No posee cubos de bloqueo en las ruedas delanteras. La transferencia de transmisión incluye una selectora de alta y baja y un selector de bloqueo de diferencial central.  El Niva original tenía una velocidad máxima de 130 km/h (80 mph), y crucero de 90 km/h (56 mph) con un consumo de gasolina de 8.25 L/100 km (34.2 mpg-imp; 28.5 mpg-US). Su capacidad de remolque supera los 860 kg (1900 lb).

### Rendimiento y consumos
- En el caso del primitivo motor de gasolina, los consumos en circunstancias normales rondaban los 9 l/100 km (11 km/l) a una media no superior a 100 km/h, y a partir de ahí comenzaban a aumentar debido a la deficiente aerodinámica y a la tracción total permanente. La velocidad punta oficial era de unos 130 km/h, limitada por el factor antes citado, que se correspondía con un crucero perfectamente utilizable. Con el modelo de 1.7 litros el rendimiento mejoró mucho, ganando unos 10 km/h .

### Transmisiones

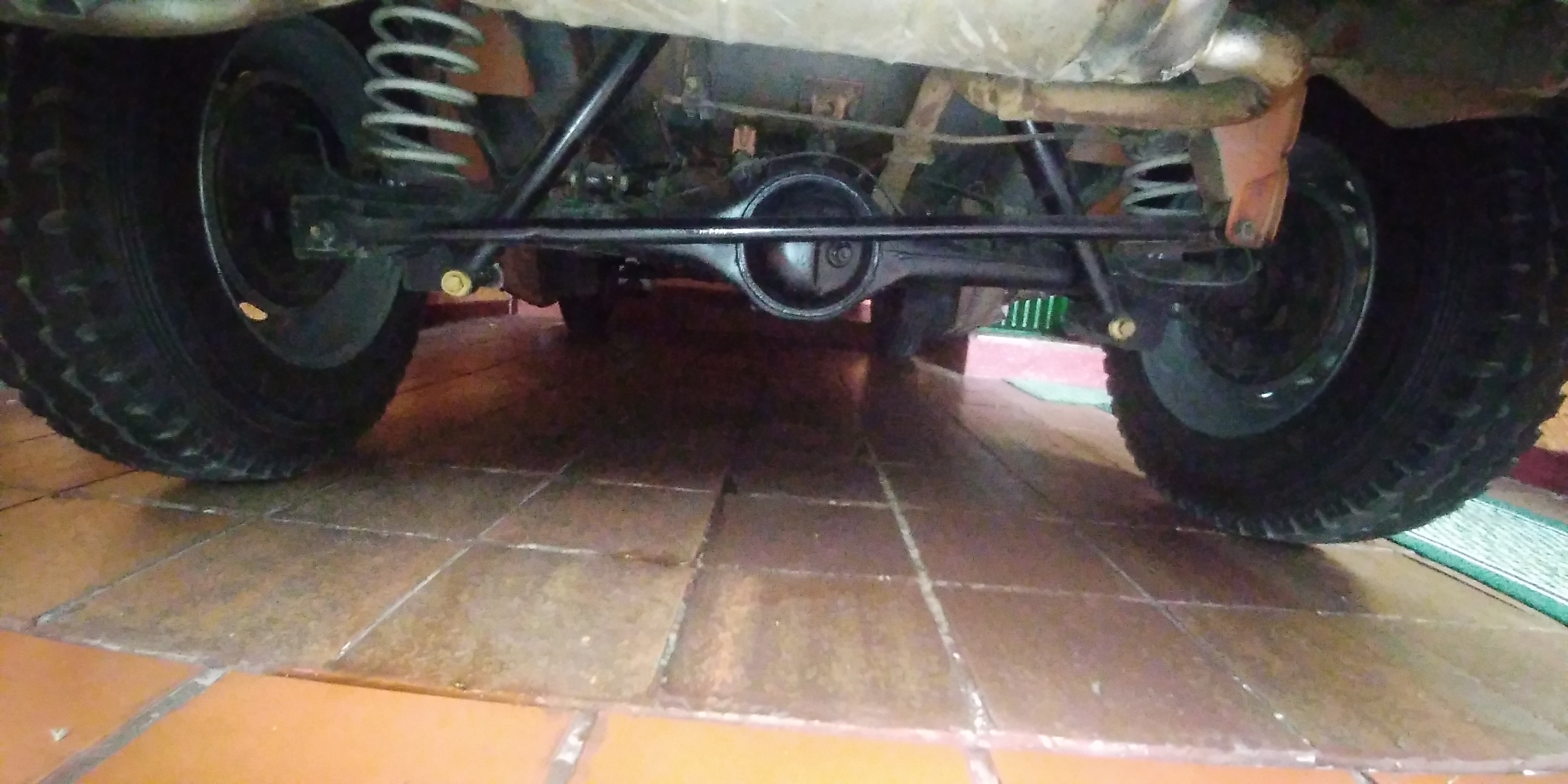
Eje rígido con muelles helicoidales atrás, suspensión independiente adelante

- En lo referido a transmisiones, como ya se ha indicado, el Niva cuenta con tracción 4x4 permanente, así como reductora y también bloqueo manual del diferencial central, garantizando una enorme operatividad en terrenos complicados.Eje rígido con muelles helicoidales atrás, suspensión independiente adelante    Contrariamente a lo que se podría pensar, este desarrollo no fue obra de FIAT sino de un equipo de ingenieros soviéticos, capitaneados por Vladimir Sergevich Solovev, con el condicionante de que dicho desarrollo debería ser adaptable a las piezas FIAT ya existentes (motor, puertas, etc).

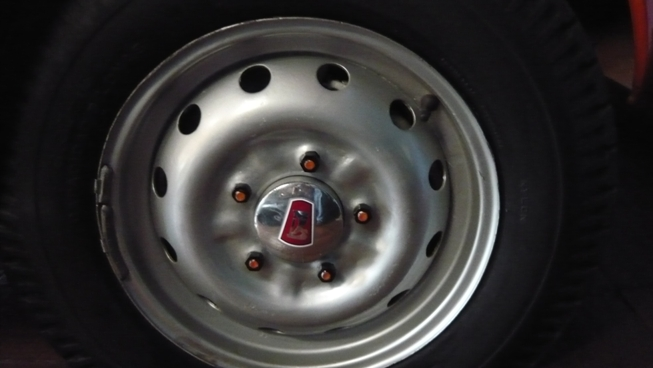
Emblema de lada en el tapacubo, modelo colombiano de 1980.

### Neumáticos y ruedas
- Las ruedas eran unas finas 175/80/16, estrechas y altas, que ayudaban de forma decisiva a la hora de afrontar los repechos más difíciles, sobre todo con nieve, barro o agua.

- En algunos mercados se sirve como opción una rueda en llanta 15", de anchura variable, más orientada a carretera.

- No obstante la rueda original de 16" de hierro es la más adecuada en casi todas las circunstancias, no forzando tanto los palieres pero si el embrague.

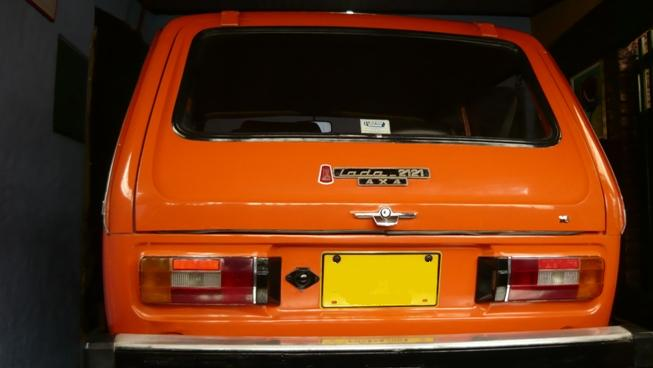
Niva años 70, con emblema Lada 2121. Modelo colombiano de 1980.

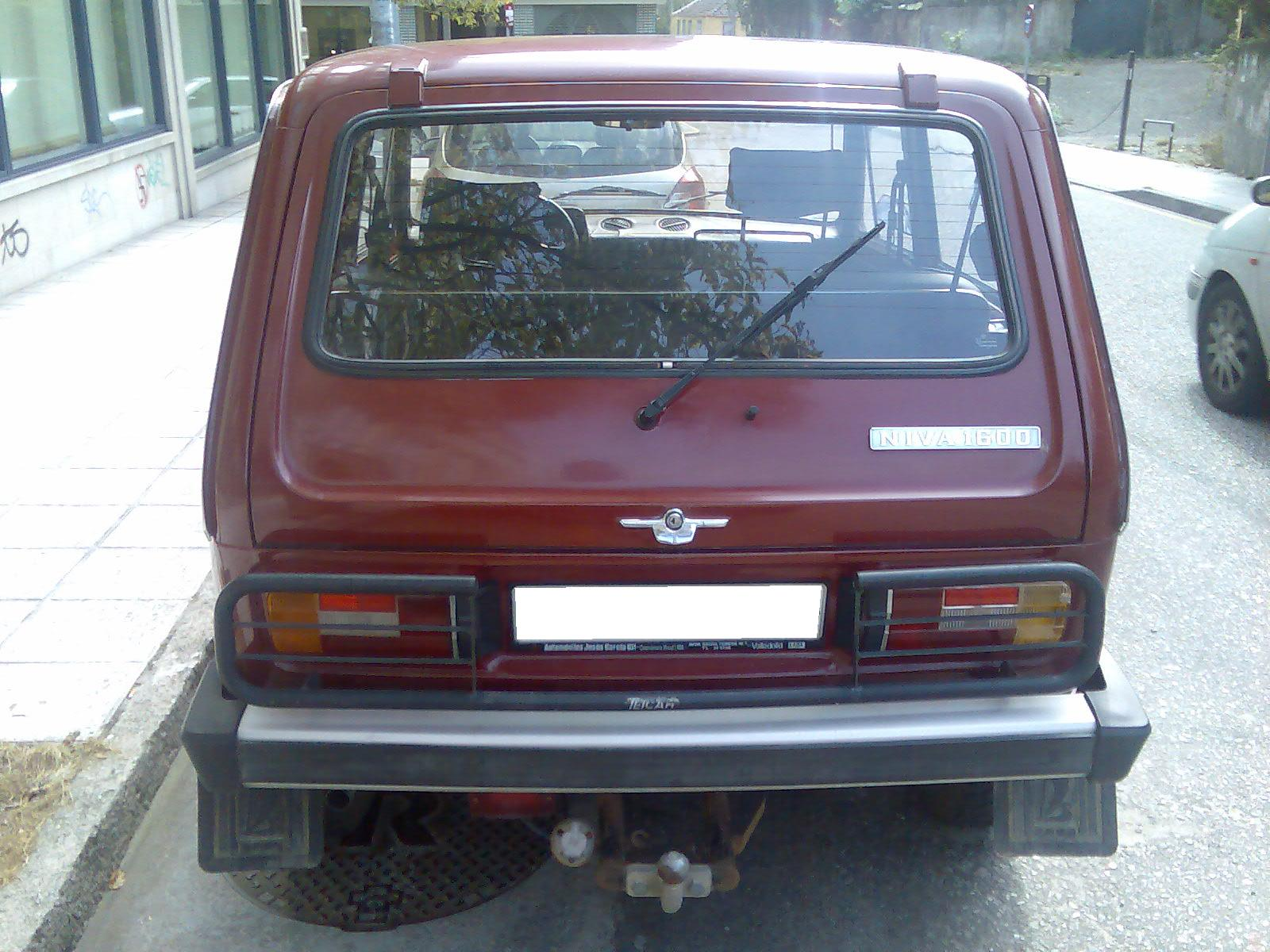
Niva hasta 1994. El portón no muerde la matrícula.

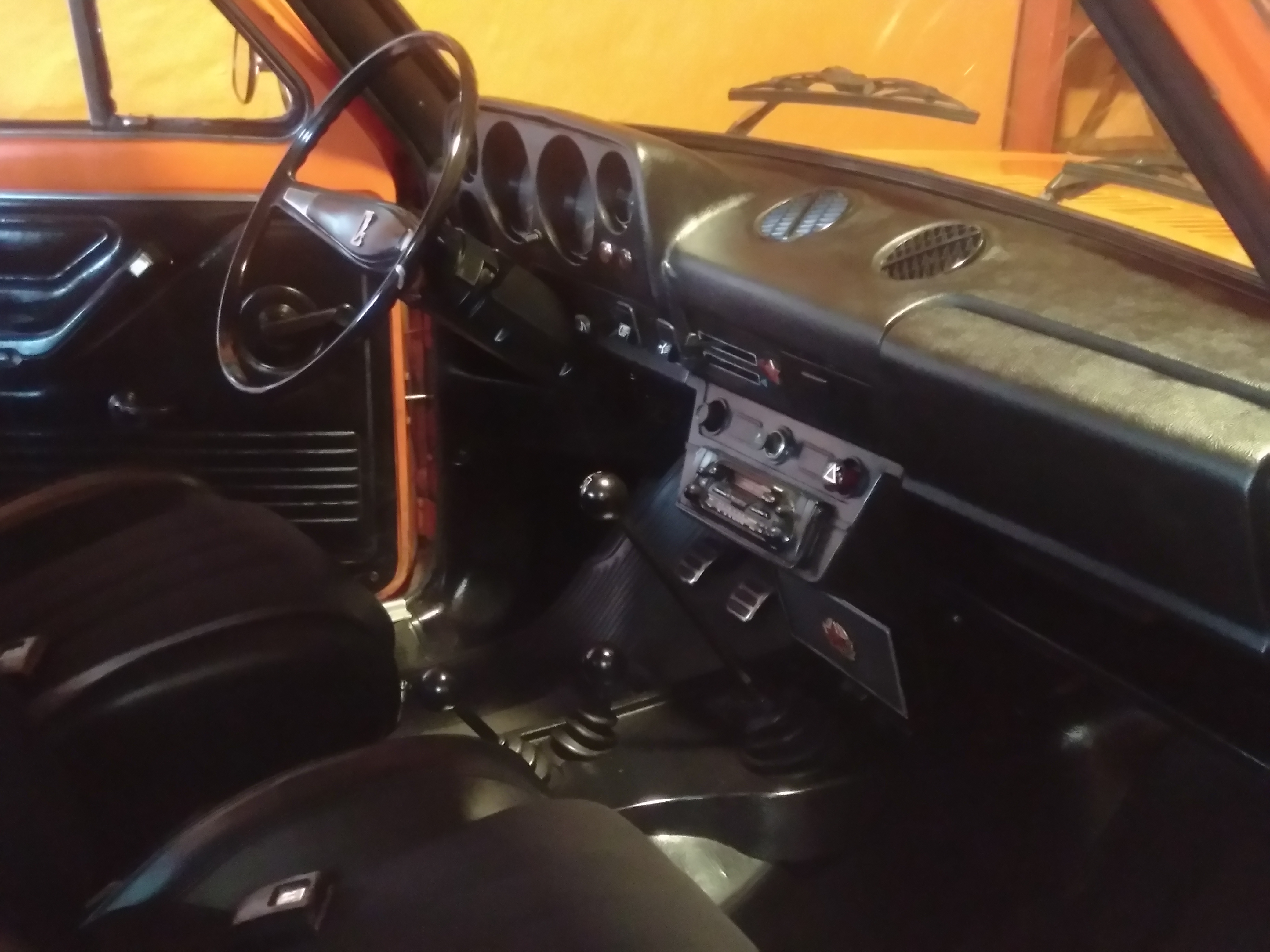
Interiores 1977 a 1994

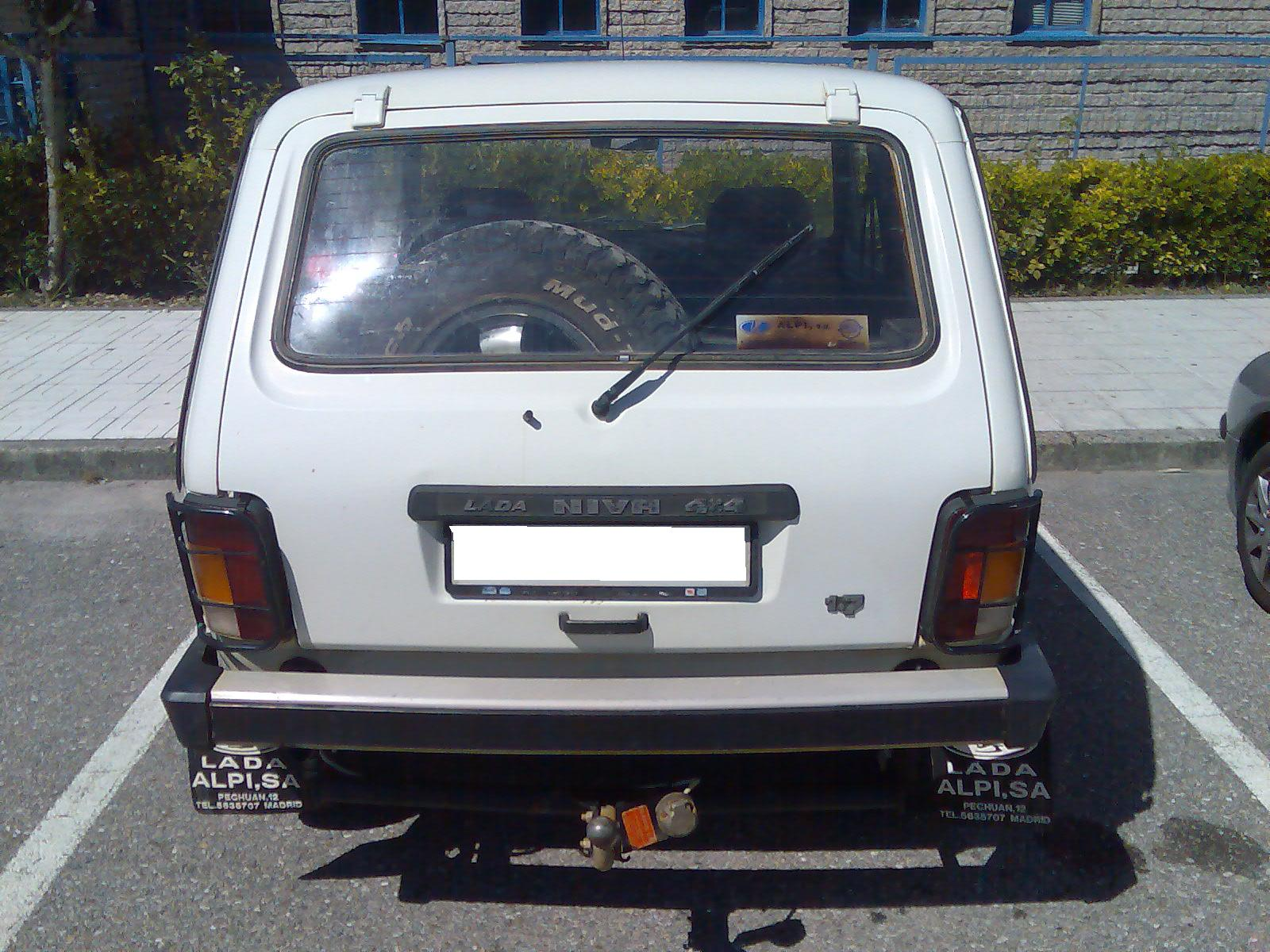
Niva desde 1994. El portón llega al paragolpes.

## Los Niva a lo largo del tiempo

### Carrocería
- Las principales diferencias entre los primeros Niva y los actuales son muy sencillas.

- Los primeros modelos disponen de un portón trasero que no mordía la matrícula y dejaba un plano de carga relativamente alto, situación que fue corregida en 1994 con un nuevo portón posterior y unos nuevos pilotos.

- Con dicha solución se corrigió la elevada altura de carga y se facilitó mucho el acceso al maletero.

- Para ello fue necesario hacer ligerísimas modificaciones en los paneles posteriores.

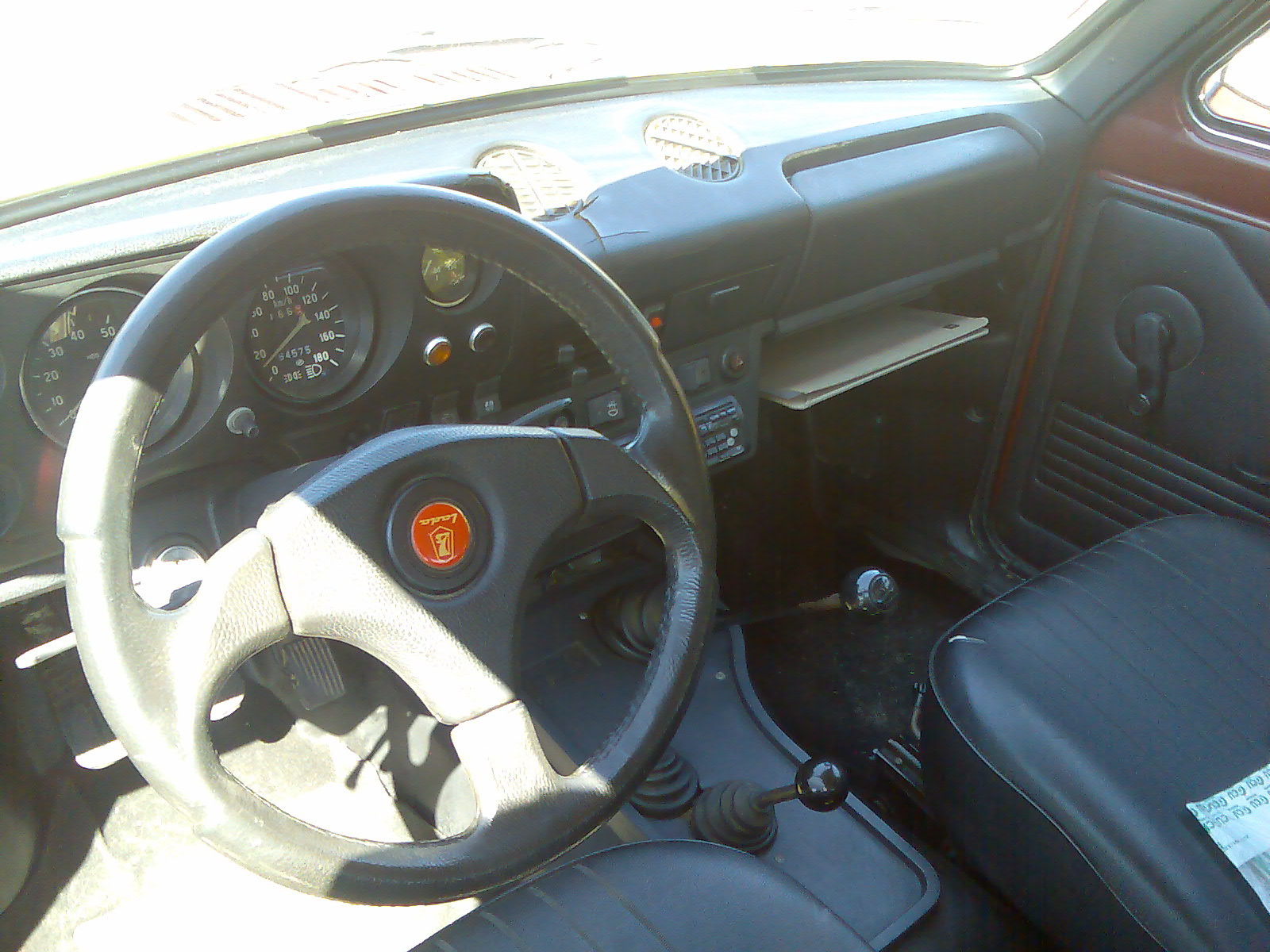
Niva hasta 1994. Interior tipo Fiat 127.

### Interiores
- El interior también acusó los cambios de 1994.

- Se sustituyó el tablero original por uno de nuevo diseño, similar al del Lada Samara, y se cambiaron los asientos delanteros  por otros más cómodos y seguros, así como el tapizado.

- Los traseros permanecieron invariados.

### Llega la inyección
- Un cambio que puede parecer menor pero de gran importancia fue también adoptado en 1994, aumentando la cilindrada del motor hasta los 1.7 litros y dotándolo de una inyección electrónica monopunto licencia General Motors, que mejoró de forma muy importante el rendimiento del motor.

- La potencia se elevó hasta los 80 CV y los consumos bajaron de forma notable, del orden de un 20%. En algunos mercados hubo versiones de doble carburación de este motor 1.7, si bien no son muy frecuentes .

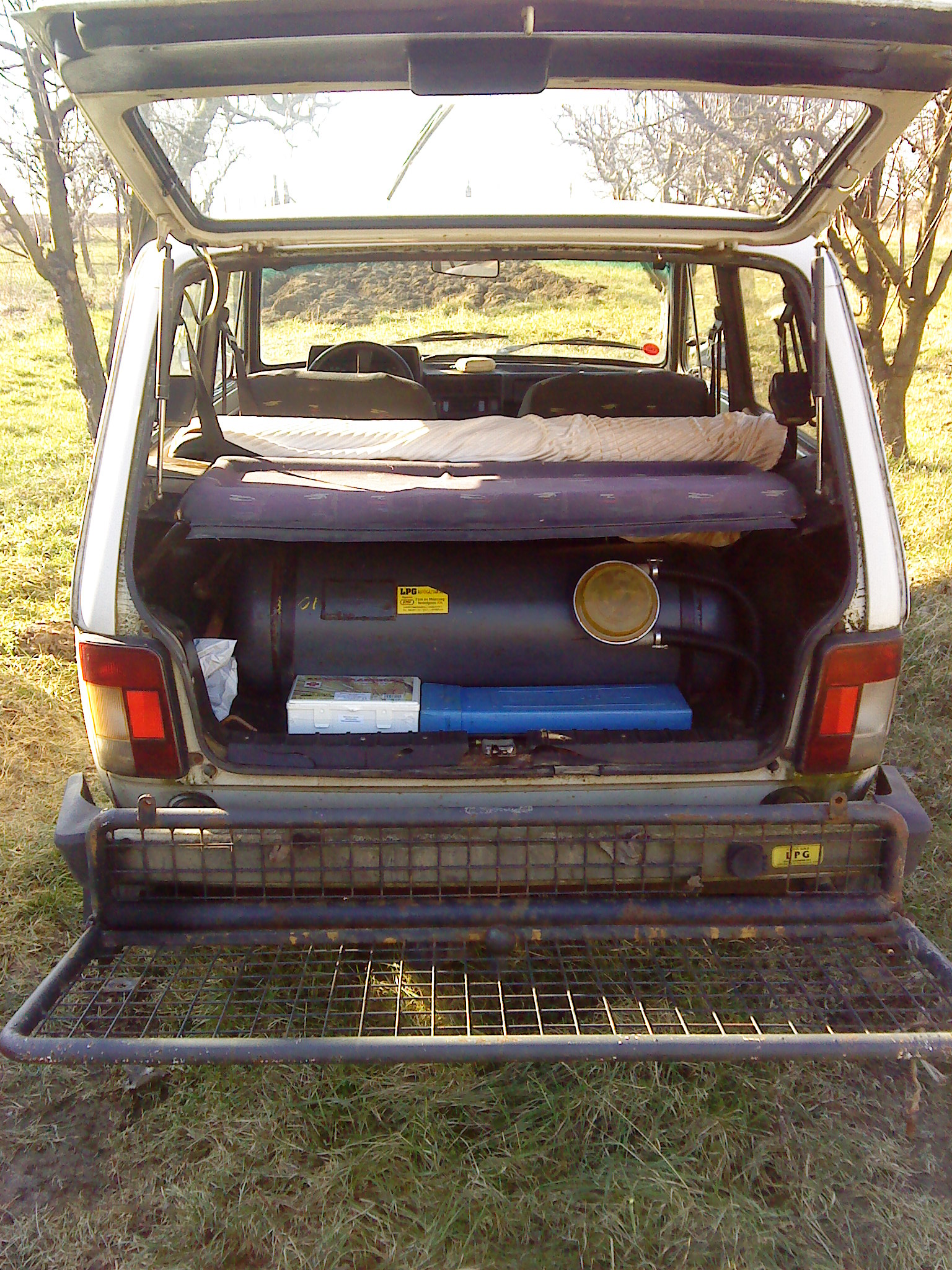
Depósito de GLP instalado en el maletero de un Niva.

### GNC / GLP / GPL
- En algunos países con disponibilidad de autogas o GNC / GLP - GPL, combustible con una fiscalidad muy reducida, y de relativamente sencilla adaptación al Niva de gasolina.

- Hay adaptaciones en las que se instala el depósito en el maletero (quedando prácticamente anulado) y otras por la parte inferior del eje trasero.

### Nuevos equipamientos
- En los últimos modelos existe la posibilidad de incorporar dirección asistida, cierre centralizado y aire acondicionado

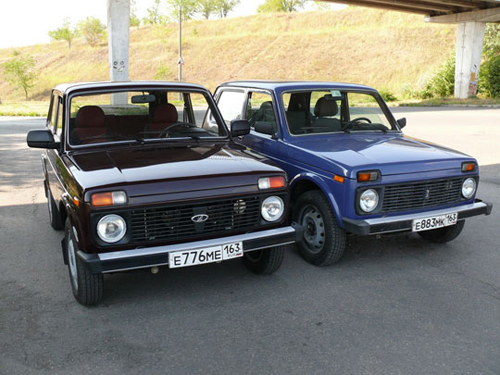
Modelo 4x4m.

### Modelo 2009
- Se adoptan ligerísimos cambios estéticos (retrovisores, luces de posición - intermitentes delanteros) y sobre todo, ciertas mejoras mecánicas (adopción de juntas homocinéticas y algunos cambios en la transmisión, que elevan 2 CV la potencia máxima).

- Se retocan geometrías y tarados de suspensión. Autovaz ha variado el embrague, dotándolo de mayor diámetro.

- Los cambios afectan también al interior, sobre todo en lo referido a guarnecidos y tapicerías.

- El modelo deja de denominarse Niva y pasa a llamarse 4x4m.

- Estos cambios pueden consultarse en la revista rusa  Za rullom.
- Más detalles de los cambios en esta web rusa, también comparaciones con el antiguo modelo:.

### Modelo 2012 en adelante.
Esta renovación trajo consigo la incorporación del sistema antibloqueo de frenos (ABS) y en el interior dos indicadores digitales, uno para el reloj y otro para los cuentakilómetros total y parcial, nuevo tapizado variantes lujosas como el lada 4x4 urban https://www.lada.ru/cars/4x4/3dv/about.html

## Otros Niva menos conocidos

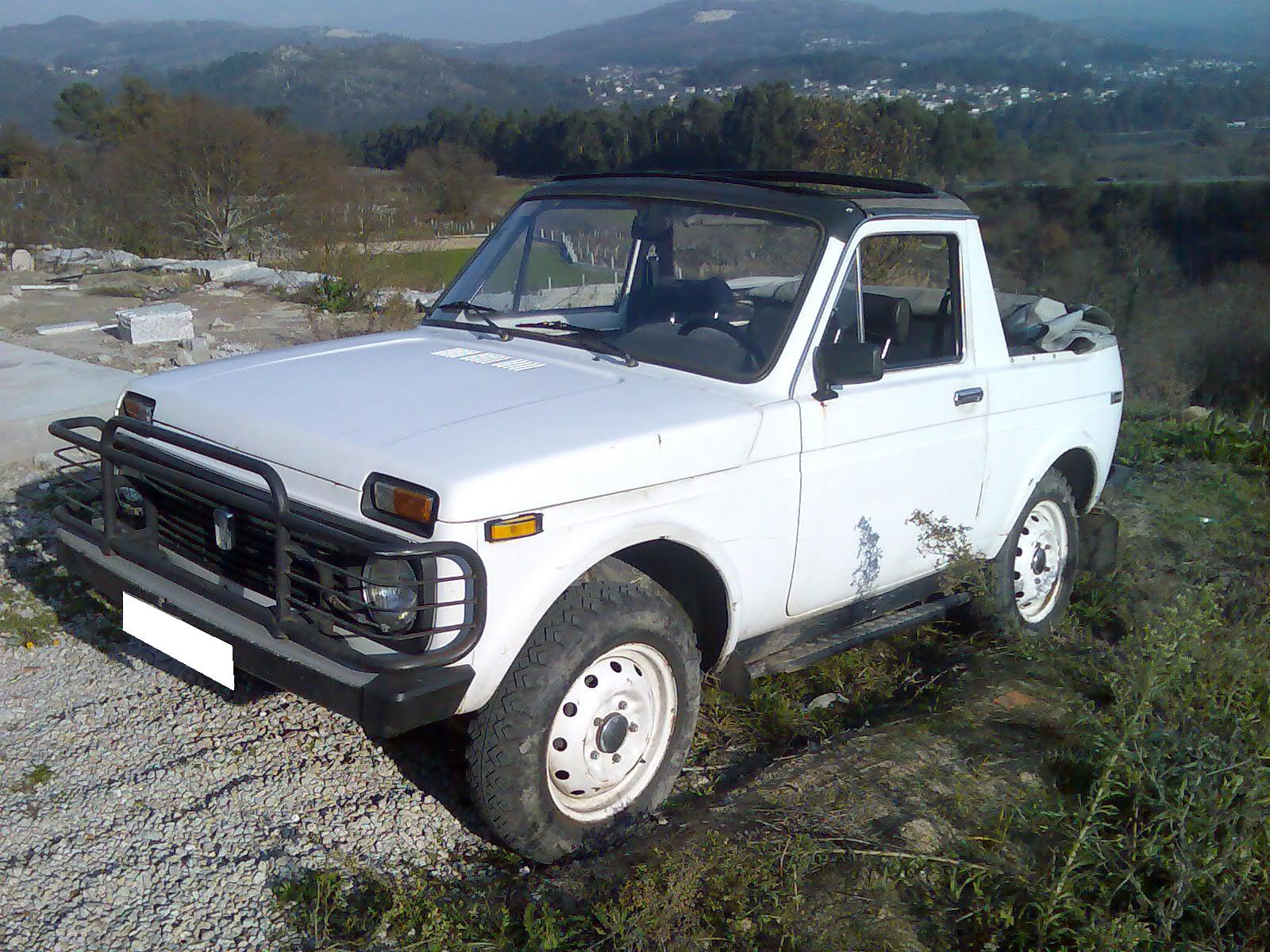
Un Lada Niva Cabrio, difícil de encontrar.

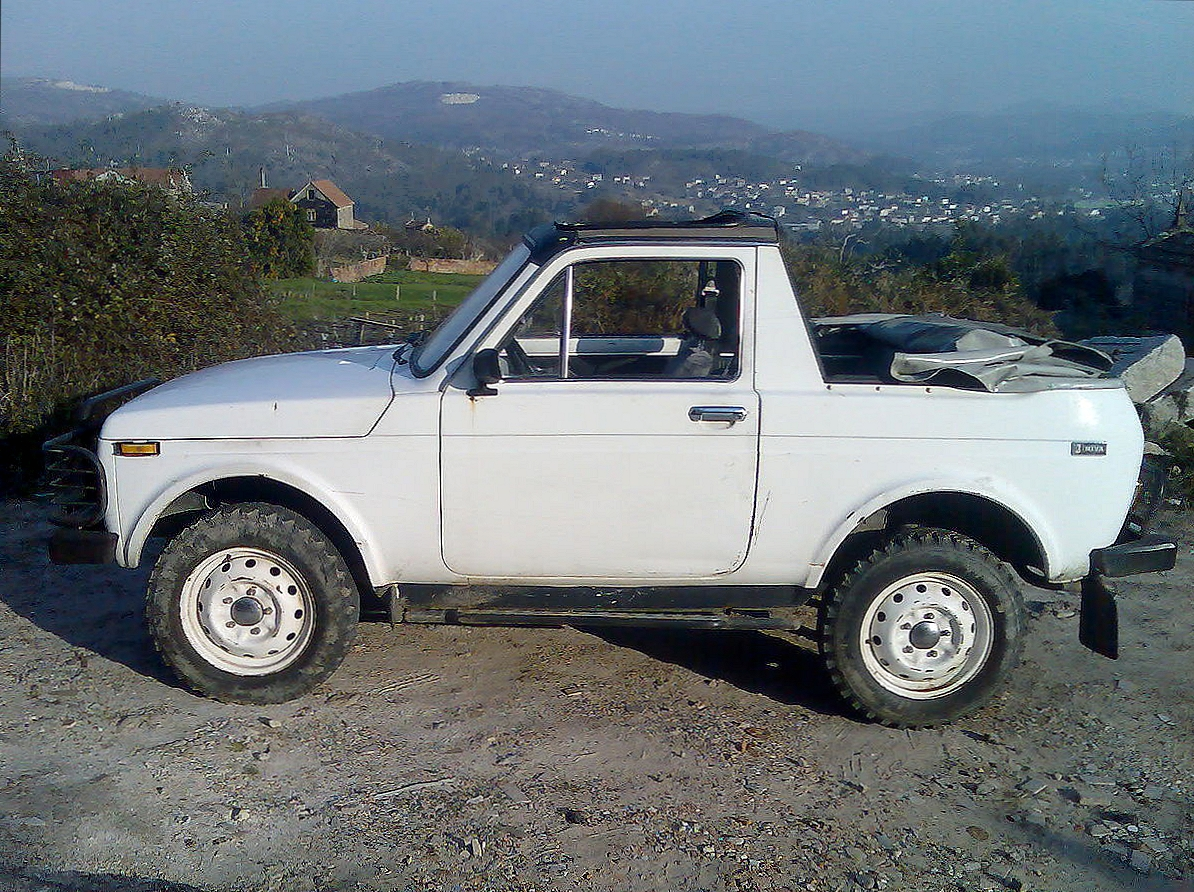
Perfil del Niva Cabrio.

### Lada Niva Cabrio
- Existió, si bien en una serie muy limitada, un Lada Niva Cabrio con techo de lona, pensado especialmente para países de buen clima, con la clara intención de atacar frontalmente a los pequeños Suzuki de estas características.

- En todos los aspectos se trata de un Niva normal excepción hecha de que el techo de chapa se elimina y se instala el techo de lona, bastante estanco y muy fácil de montar y desmontar gracias a los brazos articulados.

- El portón trasero se deja únicamente como portezuela, al estilo de los primeros Fiat 127, existiendo la posibilidad de convertirlo incluso en pickup.

- Se trata de una versión muy poco difundida y por ello su cotización puede duplicar o incluso triplicar a la de un Niva normal. Posiblemente se trate del Niva más buscado, sobre todo en zonas playeras.

- No hay constancia de que exista sobre la carrocería posterior a 1994.

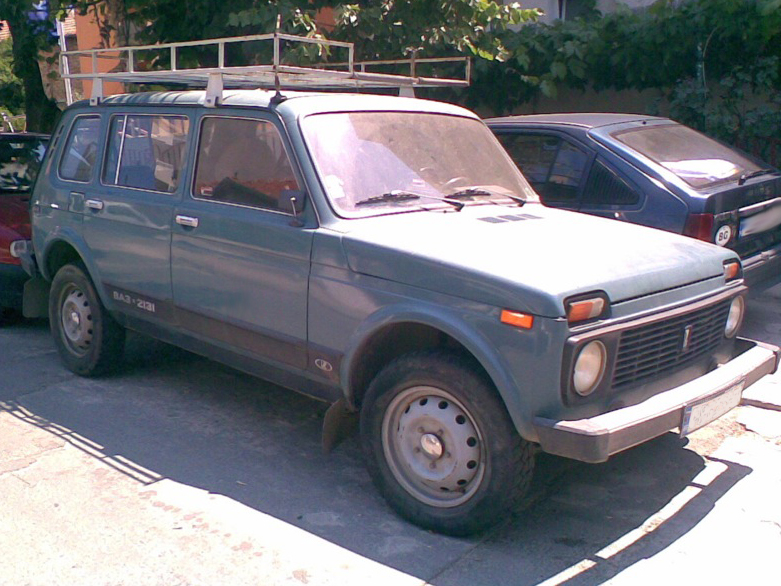
El 2131 tiene una carrocería más larga y 4 puertas laterales.

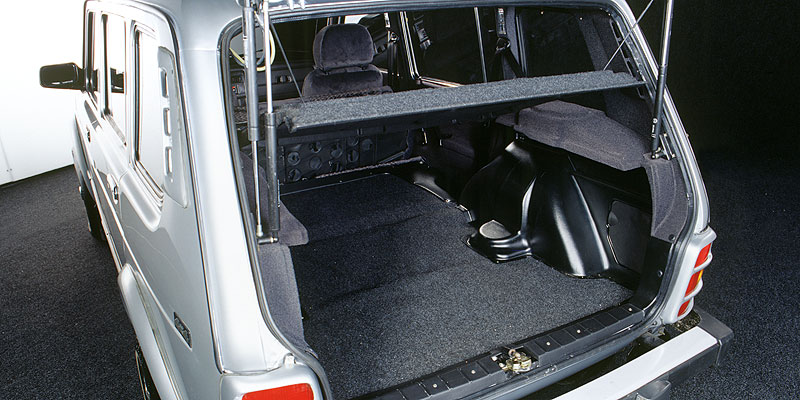
Más capacidad de carga e interiores cuidados en el 2131.

### Lada Niva VAZ 2131
- Se trata de un Niva alargado al que se le han añadido dos puertas laterales posteriores.

- Apareció a finales de los años 1990 y tiene una longitud de 4,22 m, y un motor 1.7 de 81 CV. Mejora las ya buenas cotas de habitabilidad del Niva y sobre todo, el maletero.

- Por lo demás, las características son similares, con tracción total permanente y el mismo salpicadero que el modelo del que procede.

- Siendo un modelo muy interesante, Autovaz no contempla su exportación. Sin embargo en Perú, Ecuador, Bolivia, y Cuba están rodando algunos de ellos.

## Miscelánea
- Aunque el vocablo Niva traducido desde el ruso quiere decir "campos de trigo" su nombre no se debió a ello sino a la abreviatura de los hijos de dos de sus ingenieros, Petr Prusov ingeniero jefe de la parte mecánica y Valery Pavlovich Semushkin encargado del diseño de la carrocería . Obviamente el ámbito de uso del Niva era inicialmente ese, pero el coche trascendió mucho más allá de dichos campos.

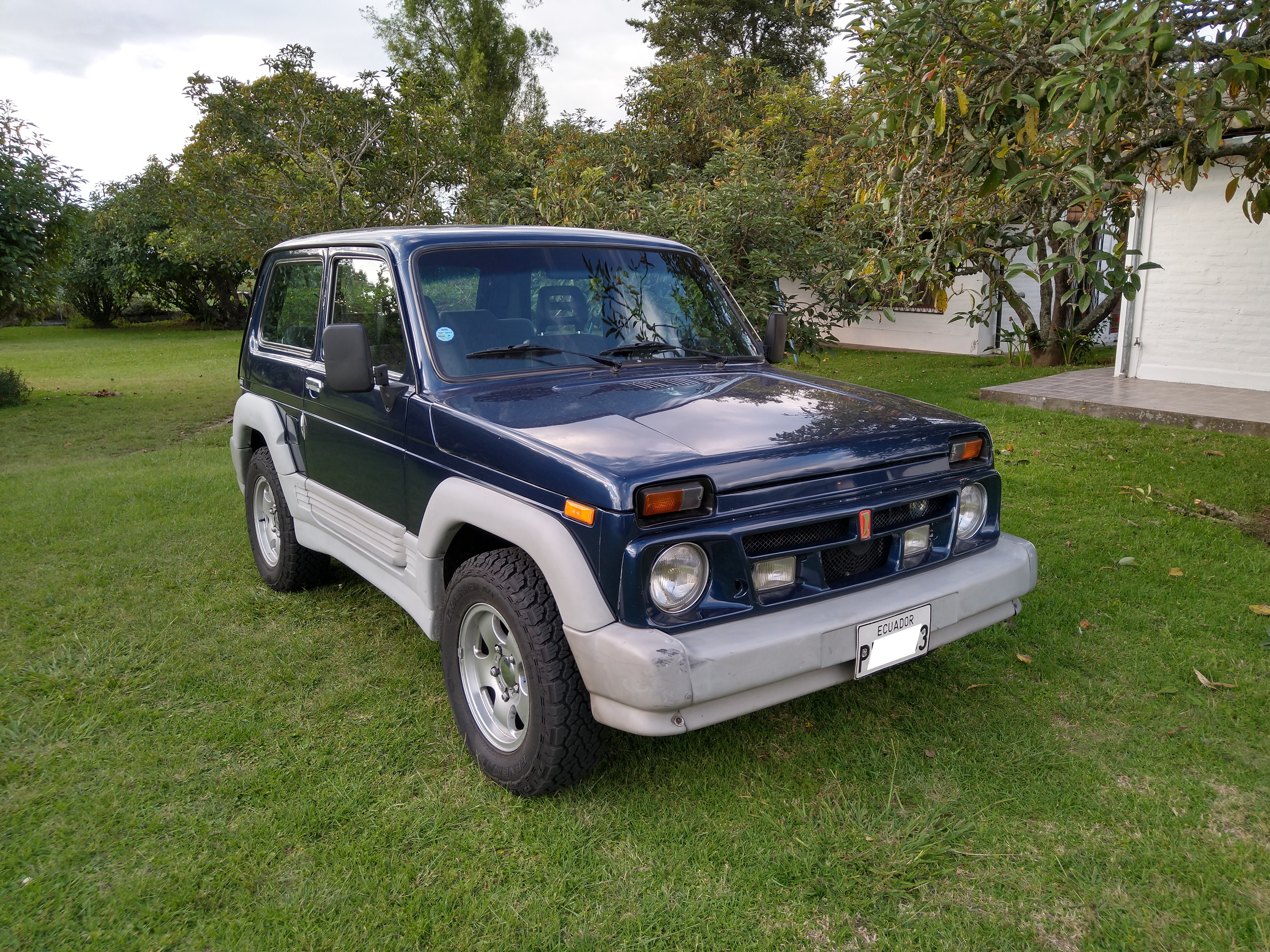
Lada Niva 2001 ensamblado en Ecuador

- Lada Niva 2001 ensamblado en EcuadorLos Niva fueron ensamblados en Ecuador por la fábrica local Aymesa entre 2001 y 2005. Posteriormente, las variantes 2121 y 2131 fueron importadas directamente de Rusia hasta aproximadamente 2009. No se ha vuelto a importar el modelo.

- La comercialización del Niva incluye una interesante versión Turbo diésel, con el motor PSA Peugeot-Citroën DW8 de 1.868 cm³ dotado de inyección indirecta, una configuración nunca vista en Europa (salvo en España, en una corta serie pero con el motor original XUD9 de 1.905cc), rindiendo 75 CV. Se ofrecen como opciones la dirección asistida, el aire acondicionado y el techo solar. **

- En Canadá el Niva tuvo muchísimo éxito, al tener un clima similar al de Siberia en algunas zonas.

- Algunos usuarios, ante los elevados consumos del motor original de carburación y su elevada frecuencia de mantenimiento (taqués, tensado de cadena, ajuste de carburadores...) optaron por trasplantar un motor diésel. En la mayoría de las ocasiones se trató de motores XUD9 de Peugeot Citroën, de 1.9 litros y entre 65 y 75 CV de potencia, según si poseía turbocompresor.

- El planteamiento rústico del Niva permite hacer todo tipo de reparaciones con poco más que un martillo y una llave inglesa. Hay muchísimas páginas web de aficionados al Niva, donde hay gran cantidad de documentación para reparaciones y mejoras, entre otras el montaje de un motor 2.0 FIAT procedente de un Croma.

- Otra opción bastante extendida fue el célebre "Kit Promolada", de diseño y fabricación españolas, que permitía desacoplar la tracción delantera a voluntad, de manera que el coche circulaba en tracción trasera con la consiguiente mejora en prestaciones, consumos y menor desgaste de elementos mecánicos relacionados con el eje delantero. Siendo una solución de ingeniería realmente llamativa y asequible, Lada nunca contempló su instalación desde su planta de origen, ni como un kit opcional.

- En 2021, el Lada Niva 2131 apareció en la película Black Widow, siendo conducido en algunas escenas por Natasha Romanoff (personaje interpretado por Scarlett Johansson).